# Jakob Israelsson
Jakob Israelsson (Finstaätten), död 25 oktober 1281, var en svensk präst och ärkebiskop av Uppsala stift från 1278 till sin död 1281.

## Biografi
Jakob Israelsson (Finstaätten) var son till Israel (död 1269). Han var kanik vid domkapitlet i Uppsala från 1273 till 1276 och hade Lagga församling som prebende. Jakob Israelsson omtalas som utvald ärkebiskop, archielectus 2 januari 1278 och vigdes till ärkebiskop mellan 9 juli och 20 augusti samma år. Han avled 1281 och begravdes i Uppsala.
Han var besläktad med sin företrädare Folke Johansson Ängel. Han var farbror till Upplandslagmannen Birger Persson och till västeråsbiskopen Israel Erlandsson.
Företrädaren ärkebiskop Folke avled den 3 mars 1277. Senast i augusti 1278 invigdes han av ärkebiskop Trugot av Lunds stift.